# Айрън Мейдън
 Тази статия е за оригиналната група.  За дамската група вижте Айрън Мейдънс.  
„Айрън Мейдън“ (на английски: Iron Maiden, произношение: ˈaɪən ˈmeɪdn, в превод Желязната девица) е хевиметъл група, създадена в Лондон, Великобритания.
Тя е сред най-големите, най-успешните и с най-продаваните тиражи (повече от 100 милиона бр. по целия свят) хевиметъл групи за всички времена. Групата е издала 17 студийни албума, 5 компилации „най-доброто“, 12 концертни албума и 4 бокс сета. Спечелили са наградата Ivor Novello Awards за международни постижения за 2000 г.
Талисманът на Мейдън, Еди, е станал основна фигура на обложките на групата, а присъства и на концертите. Първоначално Еди бил нарисуван от Дерек Ригс, но има множество въплъщения и от Мелвин Грант. Той също участва и в компютърната игра Ed Hunter, както и в много книги, комикси и други търговски продукти.
Айрън Мейдън стават известни благодарение на отличителния си стил. Мелодичните рифове в стила на хевиметъла, текстовете и вокалите се разпознават веднага. Групата е известна и с енергичните и незабравими концерти, както и със своята отдаденост и преданост към феновете.
Много от текстовете на песните са за историята на Англия или са основани на книги или филми като: Children of the Damned, The Duellists, The Clansman, Aces High, Paschendale, Revelations, The Loneliness of the Long Distance Runner, The Wicker Man, The Prisoner, Lord of the Flies, Where Eagles Dare, From Here To Eternity, Out of the Silent Planet, To Tame A Land (по романа на Франк Хърбърт „Дюн“), The Trooper (по стихотворението „Атака на леката бригада“ от лорд Тенисън), Rime of the Ancient Mariner, в която са използвани думи от Самюел Кулридж и Man on the Edge (по филма „Падане“).
Групата е откривала и някои от основните музикални събития като Озфест (Ozzfest), Монстърс ъф рок (Mosters of Rock), Рок в Рио (Rock in Rio) и Даунлоуд фестивал (Download Festival).
Айрън Мейдън са на 24-то място в класацията на VH1 „100-те най-велики артисти/групи на хардрока“, а според списание Kerrang са най-добрата група за последните 25 години. А също така са на четвърто място в класацията на MTV „10-те най-велики хевиметъл групи на всички времена“

## История

### Ранни години (1975 – 1979)
Пътят от началото до наши дни е дълъг и започва през 1975 г., след като басистът Стив Харис напуска старата си група Smiler, понеже не приемали много от песните, които той пишел. Името му хрумнало, докато гледал адаптация на „Човека с желязната маска“ и се сетил за средновековния уред за мъчения.
Харис и китариста Дейв Мъри са хората, които са участвали в групата най-дълго. Съставът на групата е променян общо 12 пъти през 70-те години. Тогава те свирели в Лондонския Ийст енд (East End), търсейки постоянния състав на групата. Въпреки че Мейдън са метъл група, повлияна от Лед Цепелин, Дийп Пърпъл, Куийн, Джудас Прийст, Блек Сабат, Йес първоначалното им звучене се приближавало повече до пънка. Оригиналният вокал Пол Дей бил заменен от Денис Уилкок, който бил голям фен на Кис и използвал огнени ефекти, грим и фалшива кръв на сцената. Той бил първото вдъхновение за Еди. Нямало певец, който да притежава певчески способности и присъствие на сцената, за да се развива групата. Това се променило през 1978 г., когато Харис и Мъри приели в групата певеца Пол Ди'Ано и барабаниста Дог Сампсън.
По това време Мейдън били истинска сензация в Англия. Вече свирели от три години, но все още не били записали музиката си. В навечерието на 1978 г., групата записала един от най-известните демо записи в историята на хардрока – The Soundhouse Tapes. Само с четири песни групата продала пет хиляди копия само за няколко седмици, след това оригиналите стрували хиляди долари (до преиздаването през 1996 г.). Две от парчетата („Prowler“ и „Iron Maiden“) стигнали първо място в Английските рок класации. Първото им появяване в албум било в компилацията Metal for Muthas излязъл през 1980 г. съдържащ две по-ранни версии на „Sanctuary“ и „Wrathchild“.
В групата се присъединявали различни китаристи към Мъри. Това приключило с пристигането на Денис Стратън. Групата искала да подпише с Ейдриън Смит, но той отказал, понеже пеел и свирел със собствената си група. Стратън довел със себе си и нов барабанист – Клайв Бър. В този състав групата влязла в звукозаписното студио, след като подписали договор с EMI през ноември 1979 г.

### Първоначален успех (1980 – 1981)
Невероятният „Iron Maiden“ излиза през 1980 г. и е абсолютен успех сред феновете и критиката. След този албум групата става един от основните представители на новата вълна в британския хевиметъл. Групата откривала турнето на Кис (Unmasced Tour) и отделни концерти на Джудас Прийст. След турнето с Кис, Денис Стратън бил изгонен от групата поради творчески различия, а на негово място дошъл Ейдриън Смит.
Той внесъл по-остър и тежък звук в групата, който бил напълно различен от бавното, блус звучене на Мъри. Една от запазените марки на групата е „двойната соло китара“, въведена от Тин Лизи и Уишбоун Аш и доразвита от Джудас Прийст и Мейдън.
През 1981 г. излиза втория албум на групата – „Killers“. Той съдържал отдавна написани парчета, които не били включени в първия албум. Само две песни са написани специално за албума (едноименното парче и „Murders in the Rue Morgue“).

### Следващия етап (1981 – 1987)
Както много други групи, така и Мейдън пиели много алкохол в ранните си дни. За сметка на това рядко употребявали наркотици, а Стив Харис твърди, че никога не е опитвал. Изключение прави само Пол Ди'Ано, който демонстрирал саморазрушително държание най-вече поради употребата на кокаин. Изпълненията му започнали да се влошават, точно когато групата била напът да пробие в Америка. И така в края на 1981 г. Пол Ди'Ано бил заменен от бившия вокалист на Samson Брус Дикинсън. Дебютният албум на Дикинсън с Айрън Мейдън (The Number of the Beast) е считан за класика в хевиметъла. Този албум им донесъл световна популярност и съдържал хитове като „The Number of the Beast“, „Run to the Hills“ и „Hallowed Be Thy Name“. За втори път групата поема на световно турне в САЩ, Канада, Австралия и Япония. Турнето било придружено от много спорове и обвинения от религиозни общества, заклеймявайки Айрън Мейдън като сатанинска група, поради мрачните текстове, които се предполагало, че са думи на Сатаната. Твърденията се въртели основно около едноименната песен, в която всъщност се говори за лош сън. Членовете на групата се опитали да се защитят казвайки, че става въпрос за един кошмар на Стив Харис, но обвиненията продължили. Дори група християнски активисти изгаряли записи на Мейдън и Ози Озбърн. Тези спорове, са основната причина за стереотипа, че хевиметълът е въплъщение на Сатаната. Всъщност повечето от обвиненията са на основата на погрешна интерпретация на текста и страх от агресивната и енергична природа на музиката.
След турнето барабаниста Клайв Бър бил заместен от Нико Макбрейн. Така групата се върнала в звукозаписното студио, за да запише още четири мулти-платинени албума: „Piece of Mind“, съдържащ „Flight of Icarus“ и „The Trooper“ (1983), „Powerslave“ съдържащ „2 Minutes to Midnight“, „Aces High“, и „Rime of the Ancient Mariner“ (1984), двойният лайф албум „Live After Death“ (1985), и експерименталния, „Somewhere in Time“ (провокиран от Ейдриън Смит)(1986) съдържащ „Wasted Years“.
Обвиненията в сатанизъм не спрели – имало много спорове за окултното послание в музиката по онова време, което се откривало най-често като се пускал записа на обратно. В албума „Piece of Mind“ посланието било поставено преди песента „Stil Life“ и било просто шега. Ако пуснете парчето на обратно, ясно се чува барабаниста да казва: „Hmm, Hmmm, what ho sed de t'ing wid de t'ree bonce. Don't meddle wid t'ings you don't understand". По-късно, Макбрейн признал, че това е „великото“ му превъплъщение в Иди Амин Дада, което в превод означава: „Защо, казало чудовището с три глави, се бъркате в неща, които не разбирате“.
Също така албумът „Piece of Mind“ ги въвлякъл в спор с писателя Франк Хърбърт, понеже групата искала да запише парче кръстено на книгата „Дюн“. Не само, че отказал, Хърбърт отказал дори реплики от книгата да се появят като интро към песента. Молбата на Стив Харис била посрещната с острия отговор на агента: „Не. Защото Франк Хърбърт не харесва рок групи, особено хеви рок групи и особено групи като Айрън Мейдън“. И така песента излиза на бял свят през 1983 г. под името „To Tame a Land“.

### Експеримент (1988 – 1990)
През 1988 г. групата опитала различен подход към седмия си студиен албум, озаглавен „Seventh Son of a Seventh Son“. Това е концептуален албум, разказващ историята на дете с магически способности, по мотиви от книгата „Седмият син“ на Орсън Скот Кард. За пръв път групата използва клавиши при записите. Също така групата оглавява фестивалът Монстърс ъф Рок. За да завършат първите си десет години, Мейдън издават „The First Ten Years“ – поредица от 10 диска и грамофонни плочи.

### Разместване (1990 – 1993)
За пръв път от седем години групата променя състава си заради напускането на китариста и беквокала Ейдриън Смит. Бившият китарист на Гилън, Яник Гърс е избран за ново попълнение и с него през 1990 г. издали „No Prayer for the Dying“. Този албум връщал групата към по-старото, по-праволинейно звучене на групата. Също така Брус Дикинсън започва да експериментира в много от песните, придавайки по-агресивно и тежко звучене от оперния си стил, който бил станал запазената му марка. Въпреки това групата се сдобила с първия си (и единствен дотогава) хит сингъл „Bring Your Daughter ... to the Slaughter“. Песента държи рекорда за най-бързо изкачване до номер едно и за най-бързо изпадане от класацията – всичко само в разстояние на няколко седмици. Първоначално песента била написана и записана от Брус Дикинсън за петия филм от поредицата „Кошмарите на Елм стрийт“ (Nightmare on Elm Street).
Преди излизането на „No Prayer for the Dying“ Брус Дикинсън официално обявява започването на соловата си кариера с Яник Герс като китарист. През 1991 г. Дикинсън прави самостоятелно турне и се завръща за записването на албума „Fear of the Dark“. Излязъл през 1992 г. албумът се радвал на популярност сред феновете, особено едноименното парче и „Afraid to Shoot Strangers“.
През 1993 г. Брус Дикинсън окончателно напуска групата, за да се отдаде на соловата си кариера. Въпреки това Брус се съгласил да остане за едно последно турне и два лайф албума. Първият „A Real Live One“ включвал парчета от 1986 г. до 1992 г. и излиза през март 1993 г. Вторият „A Real Dead One“ включвал парчетата от 1975 г. до 1984 г. и излиза след като Дикинсън вече е напуснал групата. Последното му шоу с групата било на 28 август 1993 г. записано и излъчено от ВВС, а след това издадено на видео под името „Raising Hell“, кулминацията на което била „смъртта“ на Брус в желязна девица (Iron Maiden).

### Вятърът на промените (1994 – 1998)
Групата прослушала десетки вокали, между които и Дъги Уайт от Рейнбоу и Джеймс Лабри от Дрийм Тиътър, но те отказали. Най-накрая, през 1994 г. се спрели на Блейз Бейли от Wolfsbane. Той имал съвсем различен стил в старата си група и феновете го приели със смесени чувства. След три годишно мълчание групата се завръща през 1995 г. с незабравимия „The X Factor“. Като цяло той бил по-мрачен, по-дълбокосмислен и по-интроспективен от обикновено. Главният текстописец Стив Харис преминавал през тежък период в личен план (развод и смъртта на баща му) и това се отразило в музиката му. Албумът започвал с епичното 11-минутно парче „The Sign of the Cross“, което според мнозина е класика в жанра. Първият концерт за новия албум бил на 28 септември 1995 г. в Йерусалим.
Групата прекарала по-голямата част от 1996 г. в турнета, за да се завърне в студията през 1998 г., за да за пише „Virtual XI“. Албумът не съдържа запомнящи се песни. Само „The Clansman“ и „Futureal“ останали на сцена, а достиженията им в класациите било крайно незадоволително. „Virtual XI“ бил първият албум на групата който достигнал продажби от един милион копия – това била смъртната присъда на Бейли.

### Отново заедно (1999 – 2000)
През февруари 1999 г. Бейли напуска групата по взаимно съгласие. Причината за напускането му било незадоволителното представяне на сцената – гласът му не можел да издържи цяло турне на Мейдън. След това групата обявила завръщането на Брус Дикинсън и Ейдриън Смит като трети китарист. Това е най-стабилният състав от създаването им насам.

### Новото хилядолетие (2000 – 2005)
През 2000 г. нов период започнал за групата с албума „Brave New World“. Албумът бил по-дълъг, и показал прогресив страната на Мейдън. Групата тръгнала на турне, което приключило през януари 2001 г. на прочутия фестивал Рок в Рио, където Мейдън свирят пред повече от 250 000 души.
Прогресив вълната продължава и в следващия албум – „Dance of Death“. Въпреки че не успял да стане дори златен по продажби в САЩ, той станал платинен в няколко други държави и показал на света, че Айрън Мейдън все още е една от големите групи в хевиметъла. Впоследствие и двата албума били наречени „Най-добър метъл албум“ съответно за 2000 г. и за 2003 г. от Metal-Rules.com.
През 2005 г. групата обявява световното си турне по случай 25 години от излизането на първия си албум и 30 години от основаването на групата. Сингълът „The Number of the Beast“ бил преиздаден и се заковал направо на трето място в Британските класации. След това групата тръгва на път за ново турне – The Early Days Tour, с изпълнения на песни само от първите четири албума, което съвпада с излизането на DVD-то „The Early Days“, проследяващо първите години на бандата. Това е първото от серия издания (последвани от турнета) назовани The History of Iron Maiden.
Също така групата свирила на 10-ия Озфест, преди Блек Сабат (от 15 юли до 20 август 2005). На последната вечер от феста бандата е подложена на атака, организирана (както по-късно ще се разбере) от Шарън Озбърн. Групата е замеряна с яйца, а озвучаването им е прекъсвано няколкократно. Събитието предизвиква широк отзвук сред феновете като решителността на групата да завърши концерта и да не слезе от сцената се отбелязват с уважение. По-късно, в писмо на г-жа Озбърн, за причини на атаката се отбелязват отказа на групата да съкрати сета си до 55 мин. и забележките на Брус Дикинсън от сцената относно MTV и риалити телевизията.

### A Matter of Life and Death и The Final Frontier (2006 – 2014)
14-ият студиен албум на групата A Matter of Life and Death излиза на 28 август 2006 г. и е предшестван от сингъла „The Reincarnation of Benjamin Breeg“. Албумът отново е продуциран от Кевин Шърли и е най-дългият албум на групата дотогава. Групата също така записала и четири кавъра: „Tush“ на ЗиЗи Топ, „Space Truckin'“ на Дийп Пърпъл, „Angel of Death“ на Thin Lizzy и „Hocus Pocus“ на Focus. Последната се появява в сингъла Different World от същия албум. Следва успешно турне, където бандата свири целия нов албум от начало докрай – за пръв път в историята си. За последната част от турнето обаче групата обявява, че ще включва по 5 парчета от The Number of the Beast и последният албум както и други класики. В крайна сметка се свирят само 4 песни от „Звяра“.
На 5 септември 2007 г. Мейдън обявяват най-мащабното си турне дотогава – „Somewhere Back In Time Tour 2008“. По време на околосветската си обиколка групата, екипът и цялото им оборудване пътува на специален Боинг 757, пригоден едновременно за пътници и товар. Самолетът е изрисуван с образи на Еди и е наречен Ed Force One по предложение на феновете. Брус Дикинсън, който е действащ пилот за английската компания Astraeus (собственици на машината), управлява самолета през повечето време. Сетлистът съдържа песни, които не са били изпълнявани от години и е концентриран около периода 1984 – 1988, а сценичното оформление е в египетската тематика като в турнето за албума „Powerslave“. По същото време бандата издава и DVD-то „Live After Death“ което освен легендарния концертен запис от 1985 г., част от въпросното турне, съдържа и втората част от The History of Iron Maiden.
През 2010 г. излиза 15-ият студиен албум на групата The Final Frontier. През 2013 г. е преиздаден концерта „Maiden England“ като трета част от историята на групата, както и DVD-та от последните две турнета.

### „The Book of Souls“и„Senjutsu“
След като групата обявява, че „The Final Frontier“ няма да бъде последният им албум, през юли 2013 година Брус Дикинсън разкрива плановете за шестнадесети студиен албум, който може да бъде издаден през 2015 година. През февруари 2015 година барабанистът Нико Макбрейн съобщава за завършването на нов албум, но издаването му е забавено, тъй като Дикинсън се възстановява от лечение на злокачествен тумор на езика. На 15 май мениджърът Род Смолуд потвърждава, че албумът ще бъде издаден до края на годината, макар че групата няма да прави турнета до 2016 година, за да може Дикинсън напълно да се възстанови. На 18 юни на сайта на групата е обявено и името на предстоящия албум – „The Book of Souls“, – както и планираната дата за издаването му – 4 септември 2015 година. Това е първият оригинален студиен албум на „Айрън Мейдън“, който няма да е издаден от „И Ем Ай“ след придобиването на „Парлофон“ от „Уорнър Мюзик Груп“ през 2013 година. Той има голям успех сред критиката и публиката, превръщайки се в петия албум на групата, класиран на първо място във Великобритания, както и вторият, достигнал четвърто място в американската класация „Билборд 200“. Албумът достига първо място в класациите за албуми в 43 страни.
През февруари 2016 година групата започва турнето The Book of Souls World Tour с концерти в 35 страни, включващо и първите им концерти в Китай, Салвадор и Литва. Това е най-голямото им албумно турне от 1996 година. Цялото турне включва 117 концерта на шест континента с общо над два и половина милиона зрители. През 2018 година следва турнето Legacy of the Beast World Tour в Европа с последващи концерти в Северна и Южна Америка през следващата година. Турнето промотира издадените през 2017 година видеоигра и поредица комикси Legacy of the Beast. То има голям успех сред почитатели и критика и продължава общо три години със 140 концерта и над 3,5 милиона посетители.

## Състав
| Настоящи членове - Стив Харис – бас и клавишни (1975 – ) - Дейв Мъри – китара (1976 – 1977; 1978 – ) - Ейдриън Смит – китара (1980 – 1990; 1999 – ) - Брус Дикинсън – вокали (1981 – 1993; 1999 – ) - Нико Макбрейн – барабани (1982 – ) - Яник Герс – китара (1990 – ) |  | Предишни членове - Пол Дей – вокали (1975 – 1976) - Рон Матюс – барабани (1975 – 1977) - Тери Ренс – китара (1975 – 1976) - Дейв Съливан – китара (1975 – 1976) - Денис Уилкок – вокали (1976 – 1978) - Боб Сойер – китара (1977) - Тери Уопрам – китара (1977 – 1978) - Дъг Сампсън – барабани (1977 – 1979) - Пол Ди'Ано – вокали (1978 – 1981) - Пол Кейрнс – китара (1978 – 1979) - Пол Тод – китара (1979) - Тони Парсънс – китара (1979) - Денис Стратън – китара (1979 – 1980) - Клайв Бър – барабани (1979 – 1982) - Блейз Бейли – вокали (1994 – 1999) |

## Айрън Мейдън в България
- 1995 г. – Айрън Мейдън с вокал Блейз Бейли провеждат концерт в София. Подгряваща група са Б.Т.Р.
- 2000 г. – Планиран е концерт на Мейдън в София с класическия им вокал Брус Дикинсън и билетите са почти разпродадени, когато Яник Герс пада от сцената в Германия, чупи ръка и концертът е отменен. Вместо тях идва групата Моторхед.
- 2007 г., 4 юни – Концерт на Айрън Мейдън в София, на стадион „Локомотив“. Подгряващи групи са Ахат и Лорън Харис (дъщеря на Стив Харис) с групата си. Концертът се състои пред около 35 000 души.
- 2011 г., 21 юни – Фестивалът Sonisphere, но събитието е отменено и участието на Мейдън не се осъществява.
- 2014 г., 16 юни – Концерт на Айрън Мейдън в София зала „Арена Армеец“.
- 2018 г., 22 юли – Концерт на Айрън Мейдън в Пловдив, „Hills of Rock“.
- 2022 г., 13 юли – Концерт на Айрън Мейдън в София зала „Арена Армеец“. Подгряваща група е Lord of the Lost.

## Дискография

### Студийни албуми
- Iron Maiden – 14 април 1980
- Killers – 2 февруари 1981
- The Number of the Beast – 22 март 1982
- Piece of Mind – 16 май 1983
- Powerslave – 3 септември 1984
- Somewhere in Time – 29 септември 1986
- Seventh Son of a Seventh Son – 11 април 1988
- No Prayer for the Dying – 1 октомври 1990
- Fear of the Dark – 11 май 1992
- The X Factor – 2 октомври 1995
- Virtual XI – 23 март 1998
- Brave New World – 29 май 2000
- Dance of Death – 8 септември 2003
- A Matter of Life and Death – 25 август 2006
- The Final Frontier – 16 август 2010
- The Book of Souls – 4 септември 2015
- Senjutsu – 3 септември 2021

### Концертни албуми и сингли
- Running Free – 8 февруари 1980
- Sanctuary – 23 май 1980
- Women in Uniform – 27 октомври 1980
- Twilight Zone – 2 март 1981
- Purgatory – 15 юни 1981
- Maiden Japan 12" – 14 септември 1981
- Run to the Hills – 12 февруари 1982
- The Number of the Beast – 26 април 1982
- Flight of Icarus – 11 април 1983
- The Trooper – 20 юни 1983
- 2 Minutes To Midnight – 6 август 1984
- Aces High – 22 октомври 1984
- Running Free (Live) – 23 септември 1985
- Run to the Hills (Live) – 2 декември 1985
- Wasted Years – 6 септември 1986
- Stranger in a Strange Land – 22 ноември 1986
- Can I Play with Madness – 20 март 1988
- The Evil That Men Do – 1 август 1988
- The Clairvoyant – 7 ноември 1988
- Infinite Dreams (Live) – 6 ноември 1989
- Holy Smoke – 10 септември 1990
- Bring Your Doughter...To The Slaughter – 24 декември 1990
- Be Quick Or Be Dead – 13 април 1992
- From Here To Eternity – 29 юни 1992
- Wasting Love – 1 септември 1992
- Fear of the Dark (Live) – 1 март 1993
- Halloweed Be Thy Name (Live) – 4 октомври 1993
- Man on the Edge – 25 септември 1995
- Lord of the Flies – 2 февруари 1996
- Virus – 2 септември 1996
- Futureal – 28 юли 1998
- The Angel And the Gambler – 9 март 1998
- The Wicker Man – 8 май 2000
- Out of the Silent Planet – 23 октомври 2000
- Run to the Hills – 25 март 2002
- Wildest Dreams – 1 септември 2003
- Rainmaker – 24 ноември 2003
- No More Lies – 29 март 2004
- The Number of the Beast – 3 януари 2005
- The Trooper – 15 август 2005
- The Reincarnation Of Bengamin Breeg – 14 август 2006
- Different World – 25 декември 2006
- El Dorado – 8 юни 2010
- Live After Death – 14 октомври 1985
- A Real Dead One – 22 септември 1998
- Live at Donington – 8 ноември 1993
- Rock in Rio – 25 март 2002
- BBC Archives – 4 ноември 2002
- Beast over Hammersmith – 4 ноември 2002
- Death on the Road – 29 август 2005
- Flight 666 – 25 май 2009
- En Vivo! – 23 март 2012
- Maiden England '88 – 8 ноември 1989
- The Book of Souls: Live Chapter – 17 ноември 2017